# Lando (Pferd)
Lando (* 23. Januar 1990; † 20. August 2013) war ein Englisches Vollblutpferd, das auf dem Gestüt Ittlingen in Werne von Acatenango aus der Laurea gezogen wurde.
Rennrekord:
- 2- bis 5-jährig: 23 Starts – 10 Siege – 5 Plätze,
- Gewinnsumme: 5.657.829 DM,
- Generalausgleich-Gewicht (GAG): 94,0 - 101,5 - 101,0 - 102,5 kg.

## Rennlaufbahn
Lando war bereits als Zweijähriger das führende Pferd seines Jahrgangs, enttäuschte dann aber in den Vorbereitungsrennen zum Derby. Das Deutsche Derby gewann er allerdings als großer Außenseiter mit dem Jockey Andrzey Tylicki im Sattel klar vor Monsun und Sternkönig. Er brach dabei den 57 Jahre alten Derby-Rekord von Nereide. 1995 gewann Lando mit zwei Längen Vorsprung den Japan Cup, eines der höchstdotierten Rennen der Welt. Im Sattel saß Michael Roberts. Bei 22 Starts gewann Lando zehnmal und war dreimal platziert. Mit über 5 Mio. DM Gewinnsumme avancierte Lando zum gewinnreichsten Galopper Europas und überholte damit seinen Vater Acatenango.

## Zuchtlaufbahn
Lando wirkte zunächst als Deckhengst im Gestüt Ittlingen und konnte aus dieser Zeit bereits als prominenten Sohn Paolini, dessen Mutter die gute Rennstute Prairie Darling ist, vorweisen. Paolini löste Lando im Jahr 2002 als gewinnreichstes deutsches Galopprennpferd ab. Heute ist er seinerseits Deckhengst im Gestüt Ittlingen. Von 2005 bis 2011 wirkte Lando in Frankreich als Deckhengst, Landos Besitzer blieb nach wie vor das Gestüt Ittlingen. Zur Decksaison 2011 kehrte Lando wieder hierher zurück. Seine Bronze steht im Westfälischen Pferdemuseum Münster.
Am 20. August 2013 erlitt Lando beim Aufstehen nach einer Darmkolik-Operation eine Spiralfraktur im Ellenbogengelenk und musste eingeschläfert werden.